# Xanthia pyroxesta
Xanthia pyroxesta là một loài bướm đêm trong họ Noctuidae.